# Galicsica
A Galicsica hegység Észak-Macedónia délnyugati határvidékén fekszik, az ország két legnagyobb tava, az Ohridi-tó és a Preszpa-tó között. A területen alapított nemzeti parkban több mint 1000 növényfajt azonosítottak a botanikusok, melyek közül számos csak itt őshonos endemikus és reliktumfajjal lehet találkozni. A Galicsica-hegység lejtőin 11 olyan növényfajt sikerült felkutatni eddig a kutatóknak, amelyek csak itt találhatóak. Az albán–macedón határtól, a Graboti-hegy hágójától délre a Galicsicával egy szerkezeti egységet alkotó Thatë-hegység vonulatai húzódnak.
A hegység magaslatairól gyönyörű kilátás nyílik a környező tájra és a hegység lábainál fekvő tavakra. A hegység legmagasabb csúcsa a 2254 méter magas Magaro. 

## Galéria

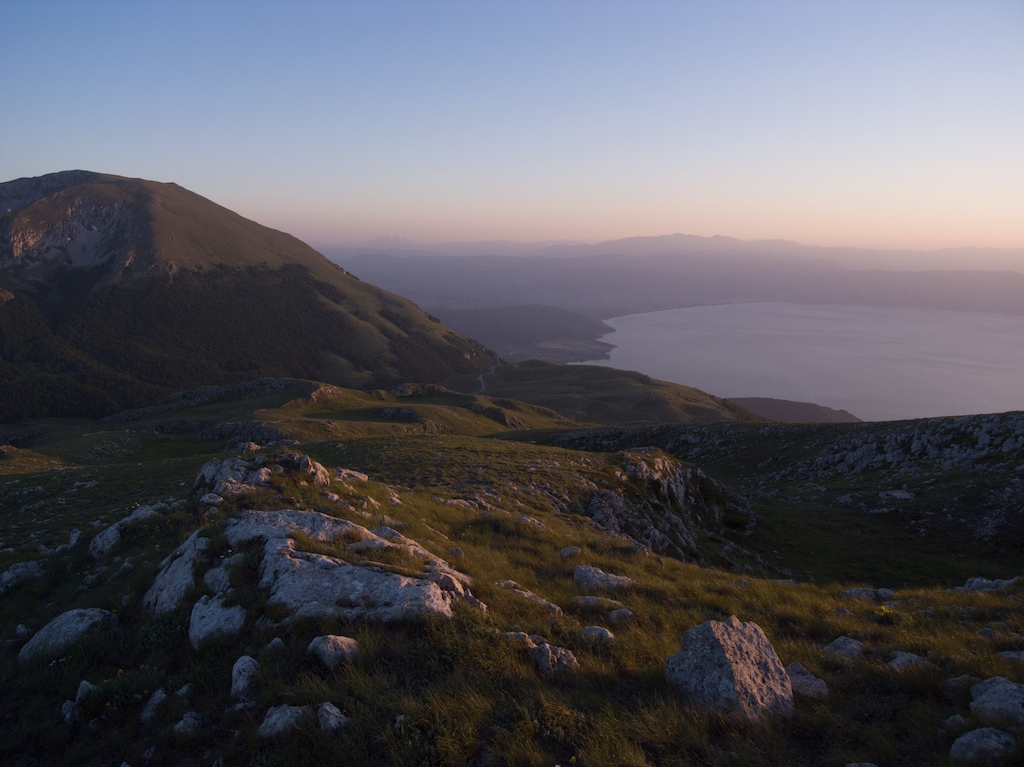
Kilátás a Galičica csúcsairól dél felé, az Ohridi-tóra
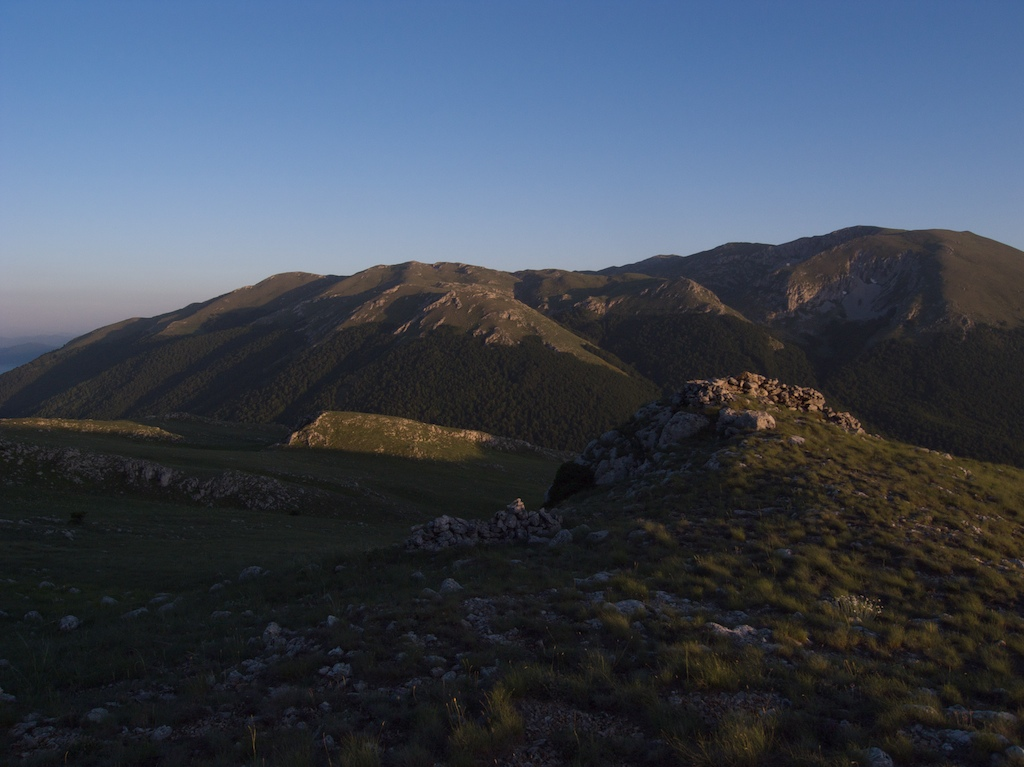
A Galičica tavasszal
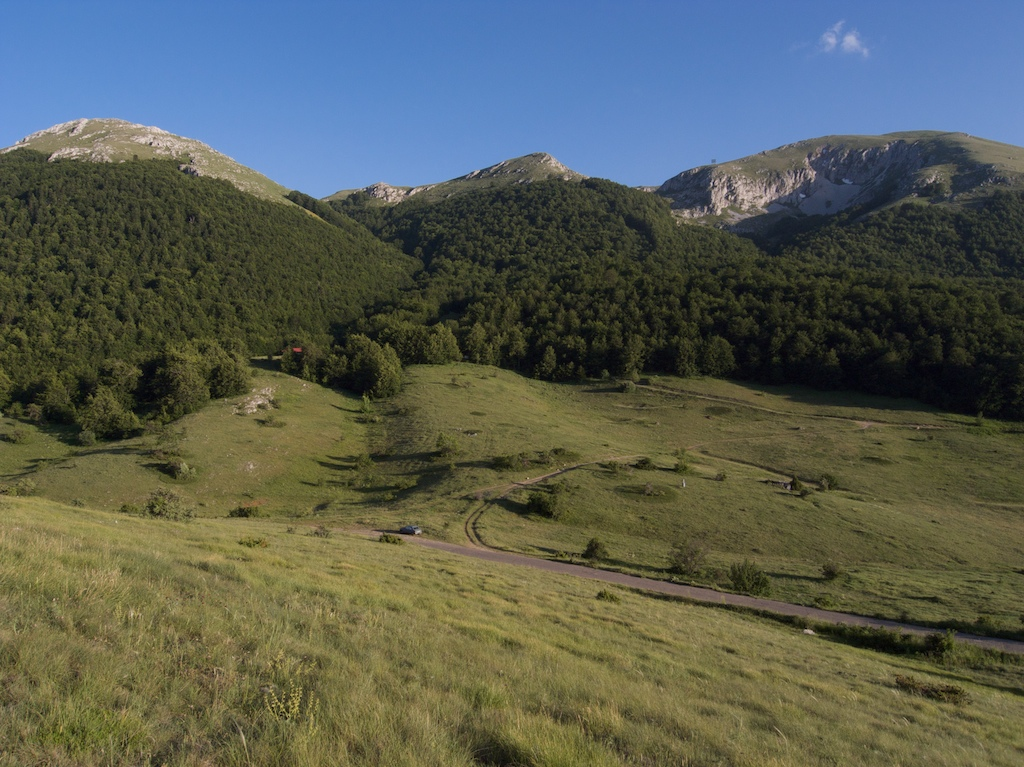
A Galičica-hegységen keresztülvezető út
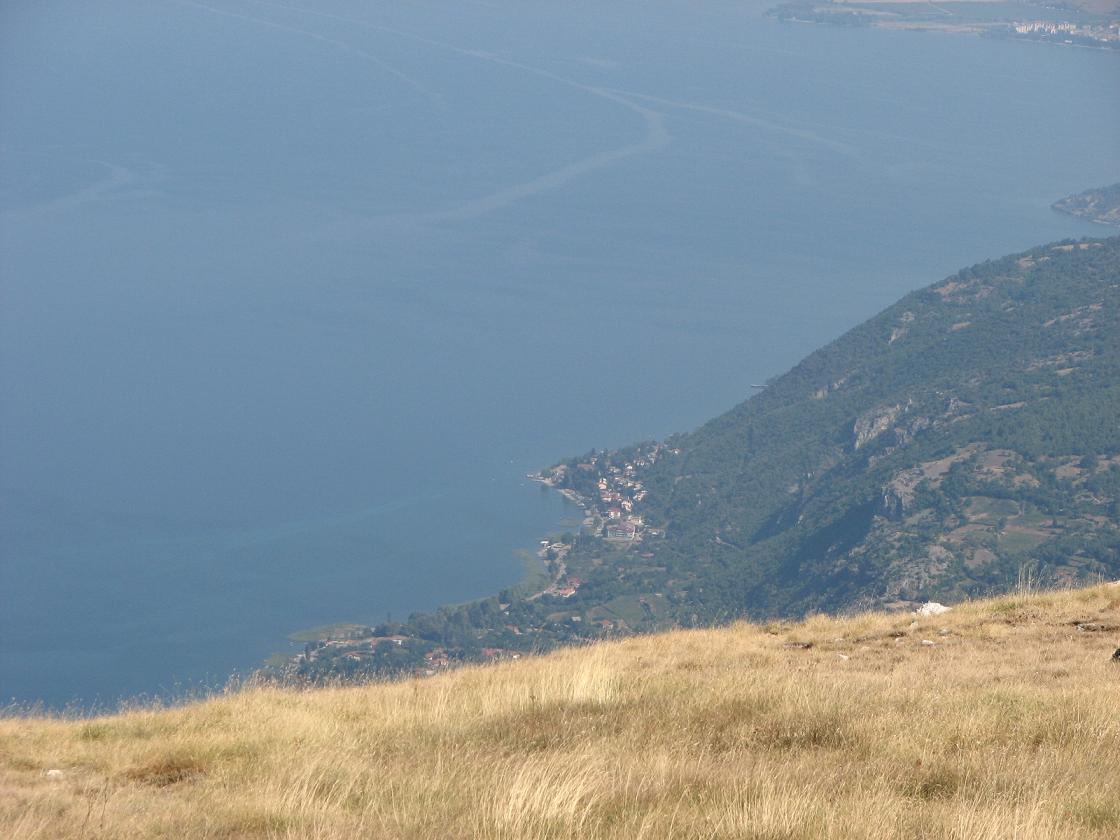
Kilátás a Galičica csúcsairól észak felé az Ohridi-tó északi partjaira
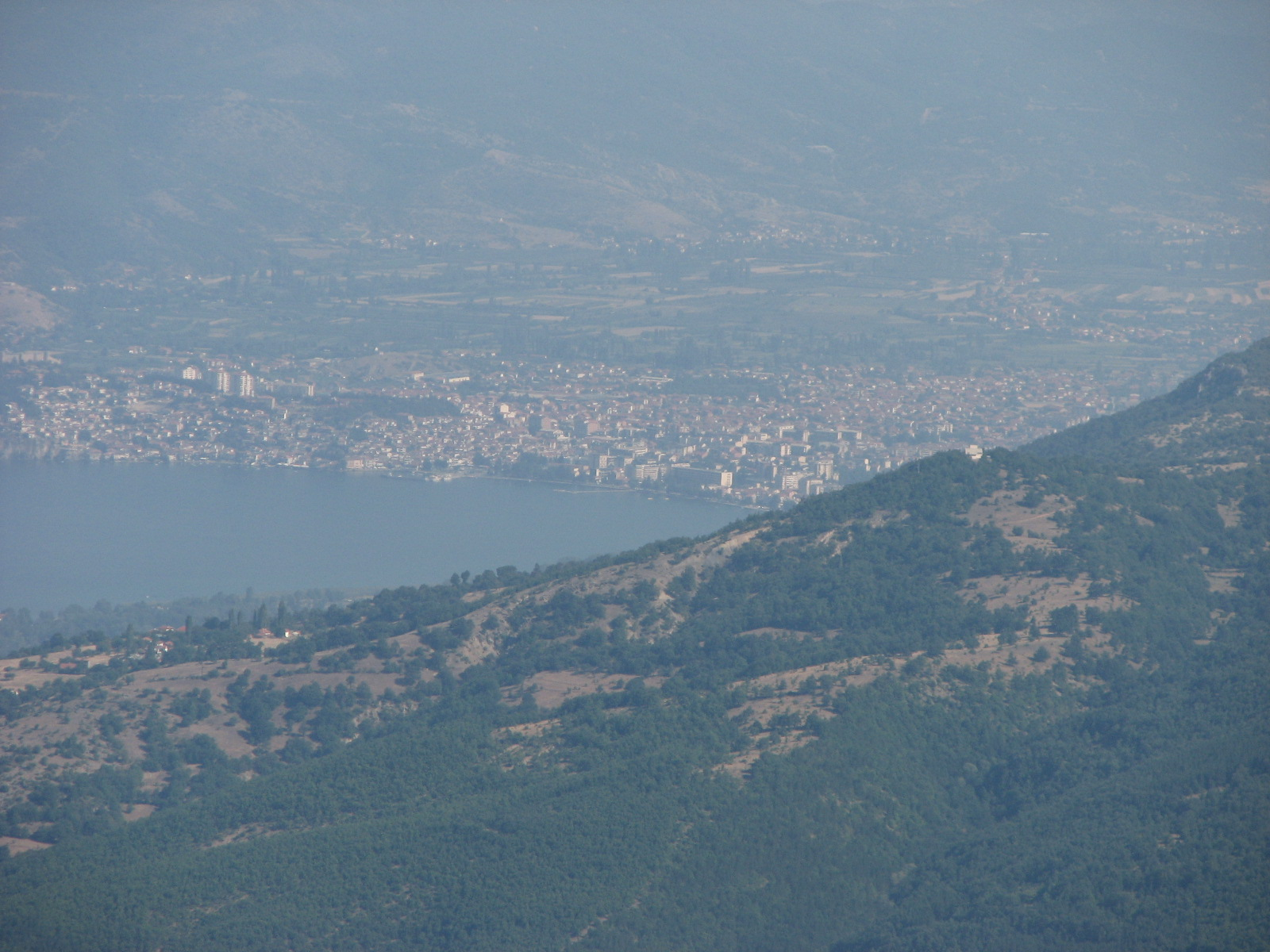
Ohrid város látképe
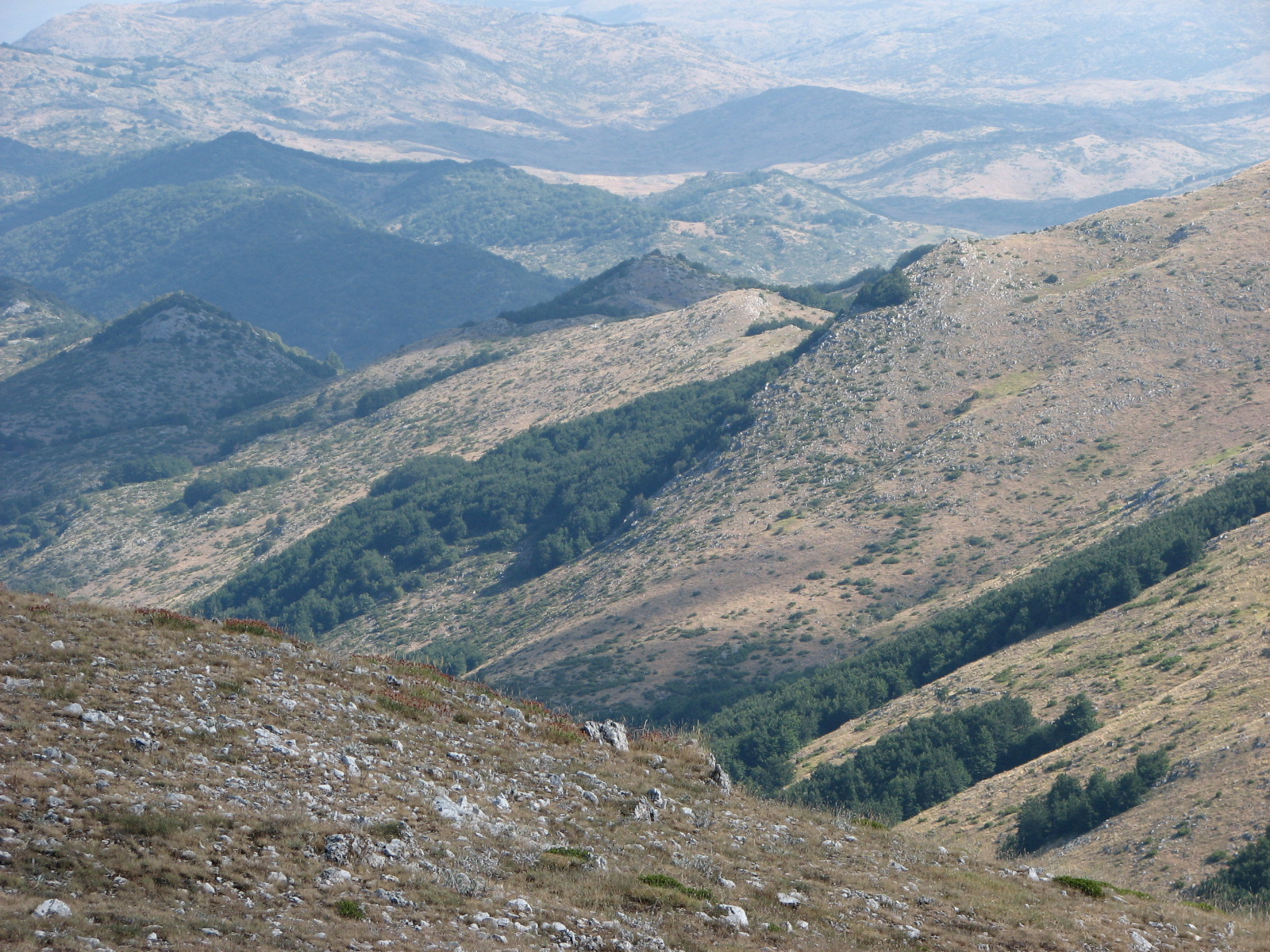
A Galičica
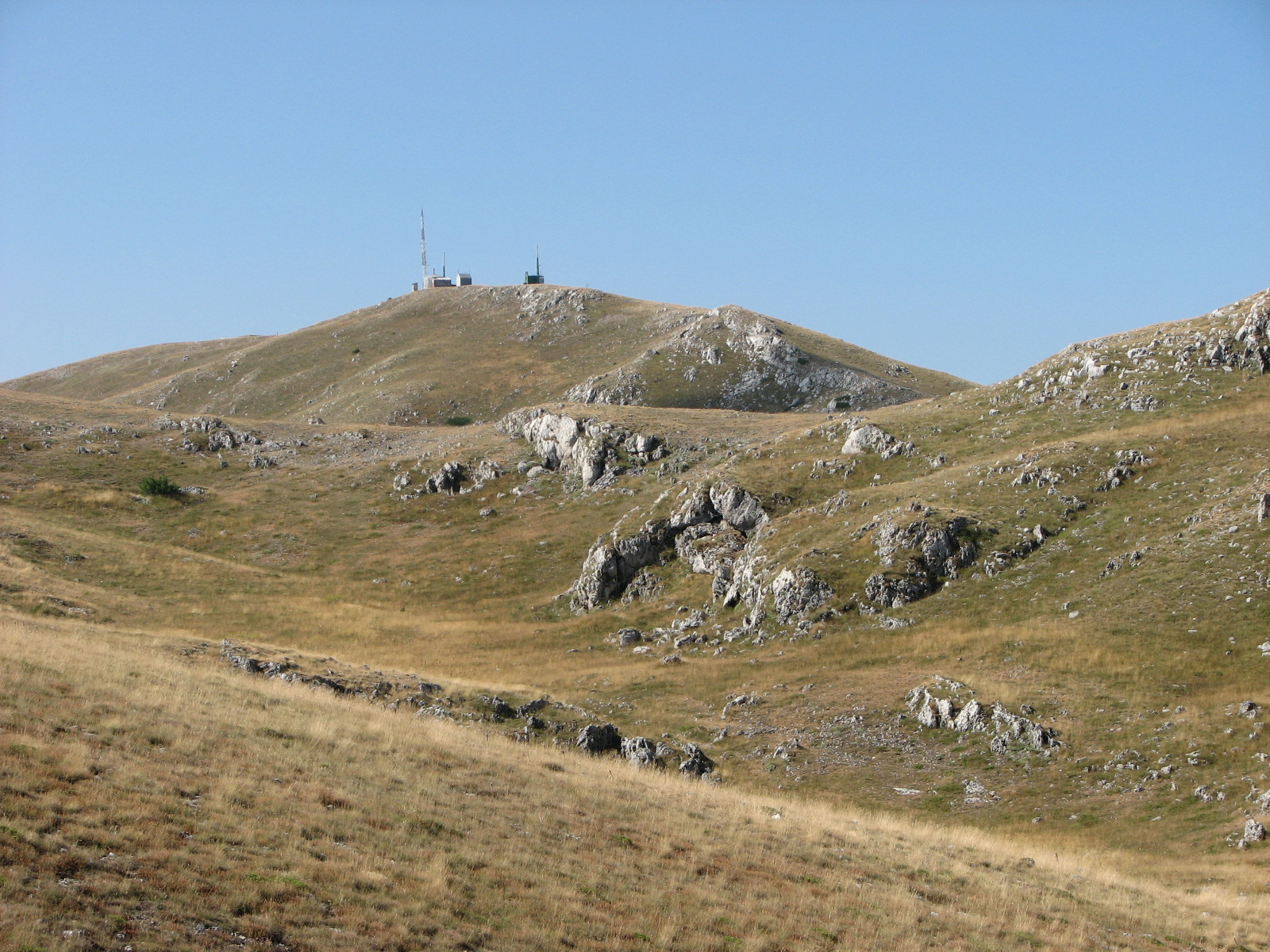
A Galičica nyáron
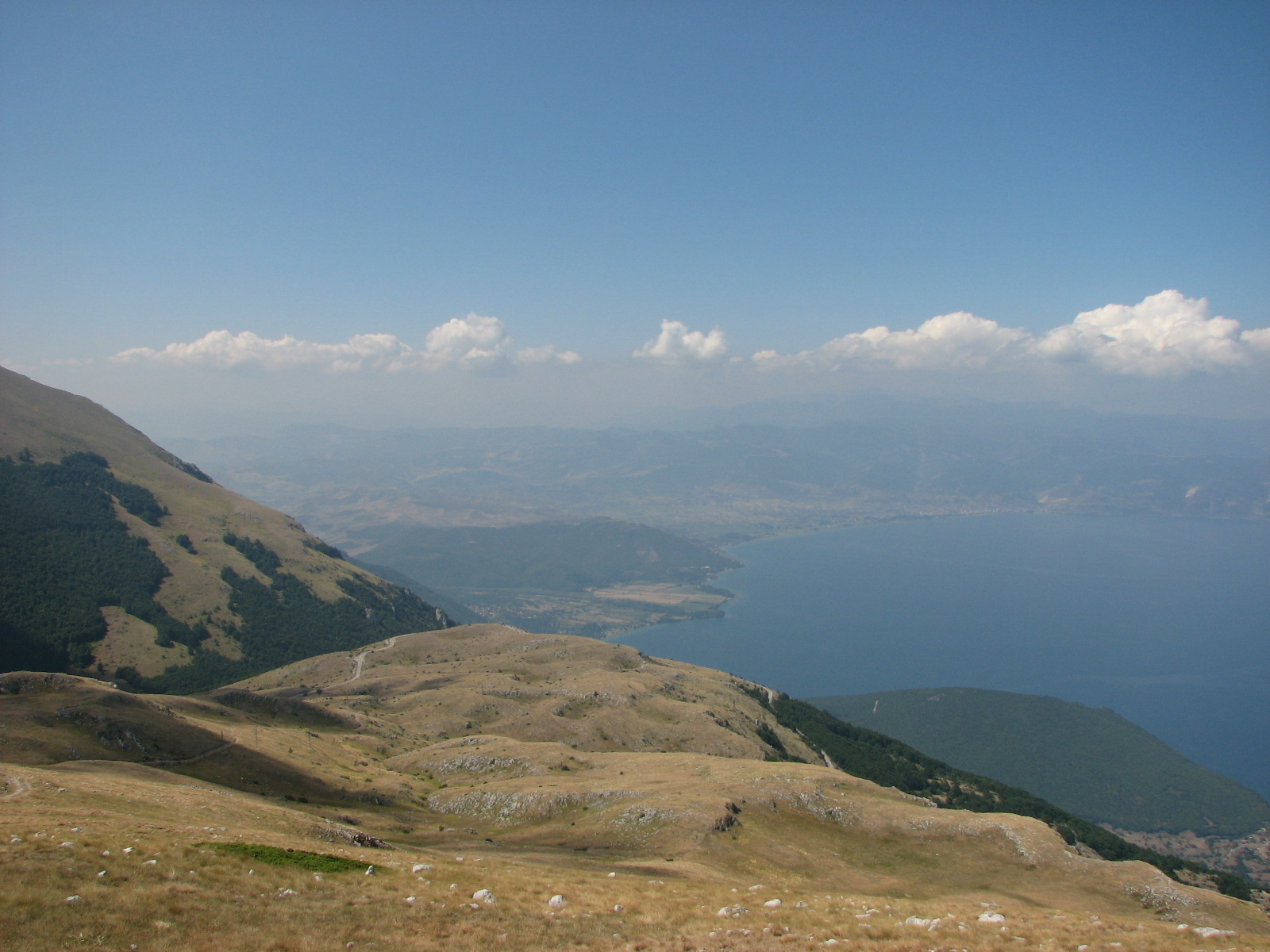
View from Galičica on the south part of Ohrid lake
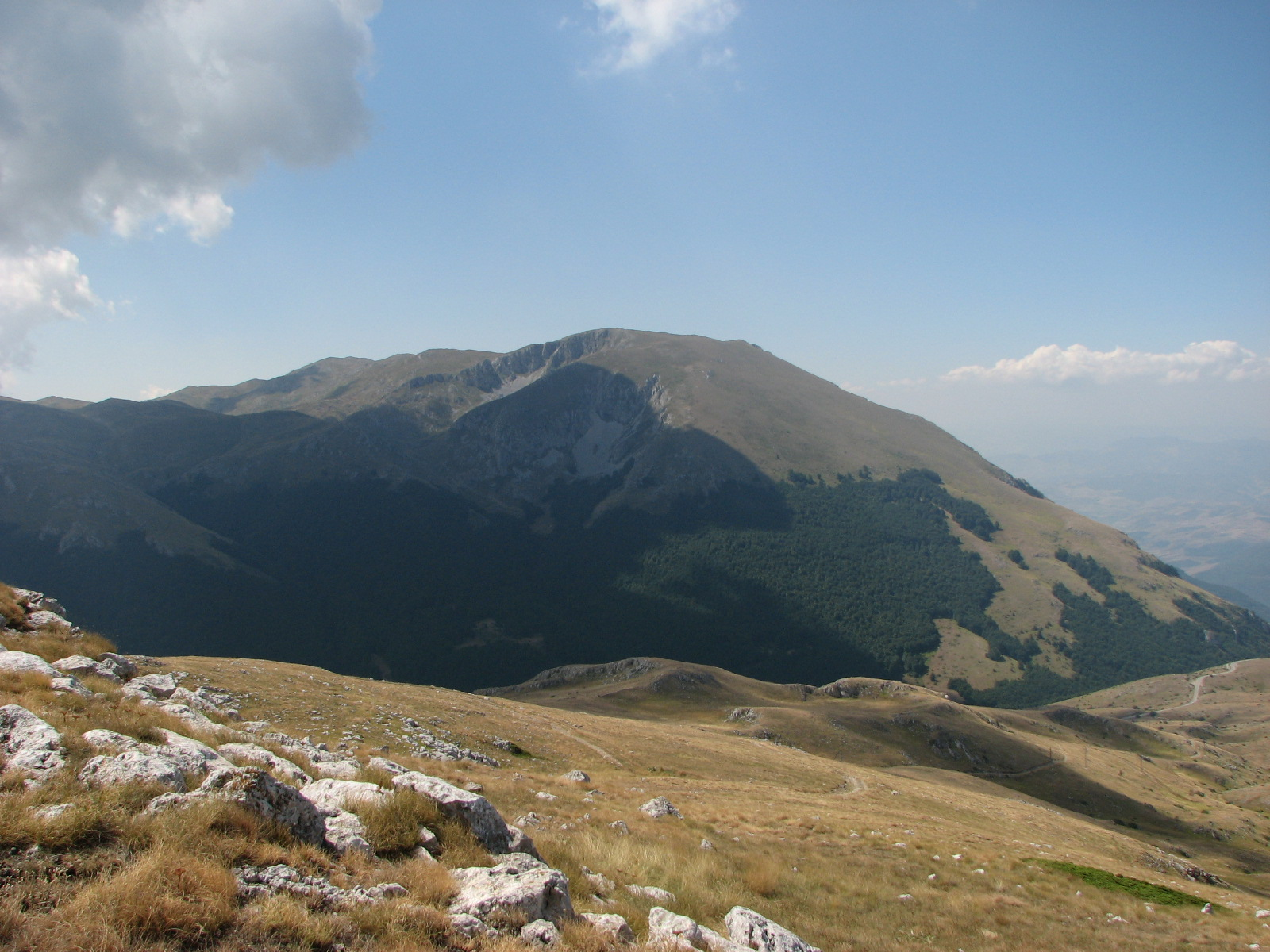
A Magaro (2254 m)
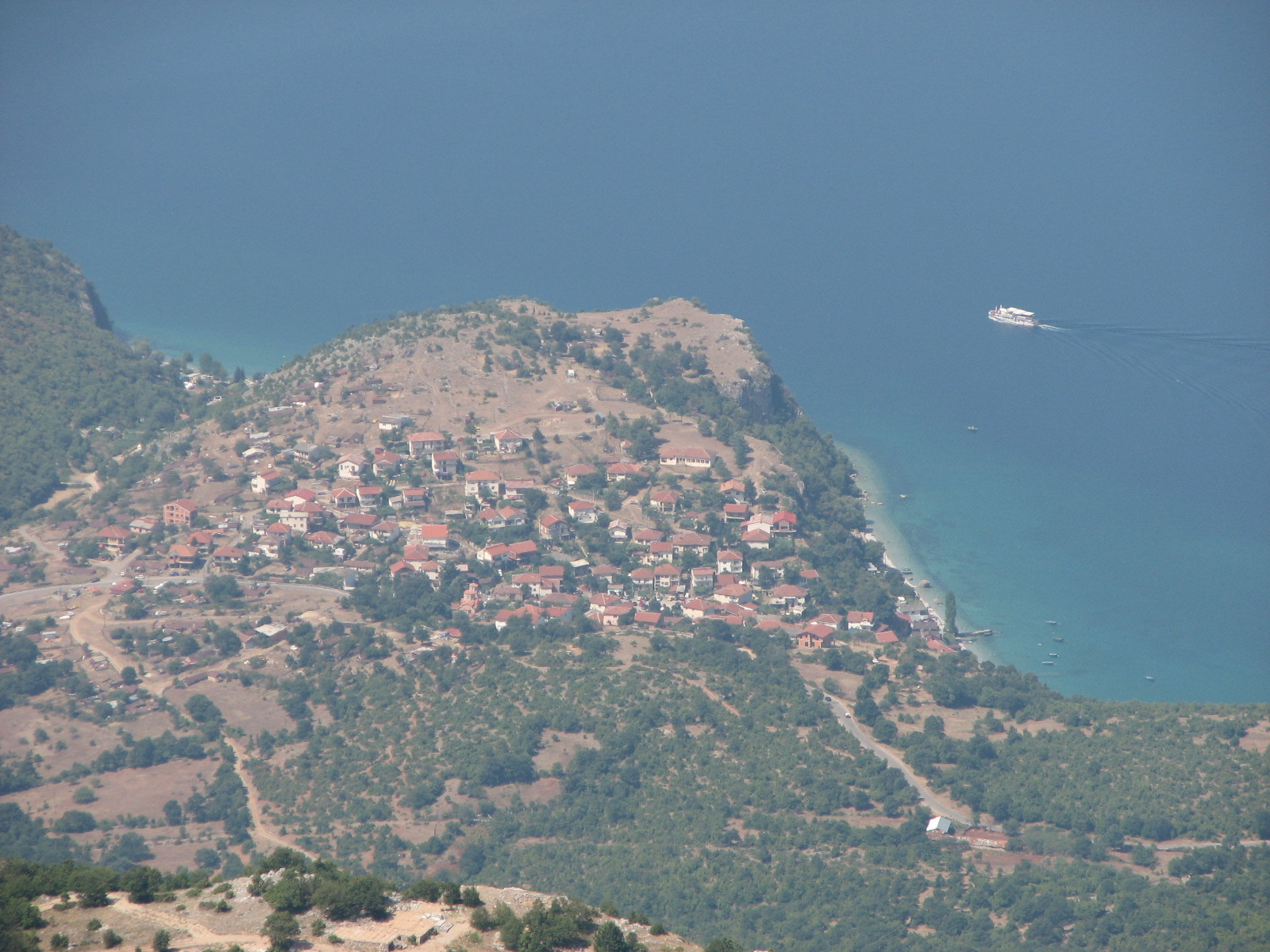
Kilátás a Galičicáról Trpejca falura
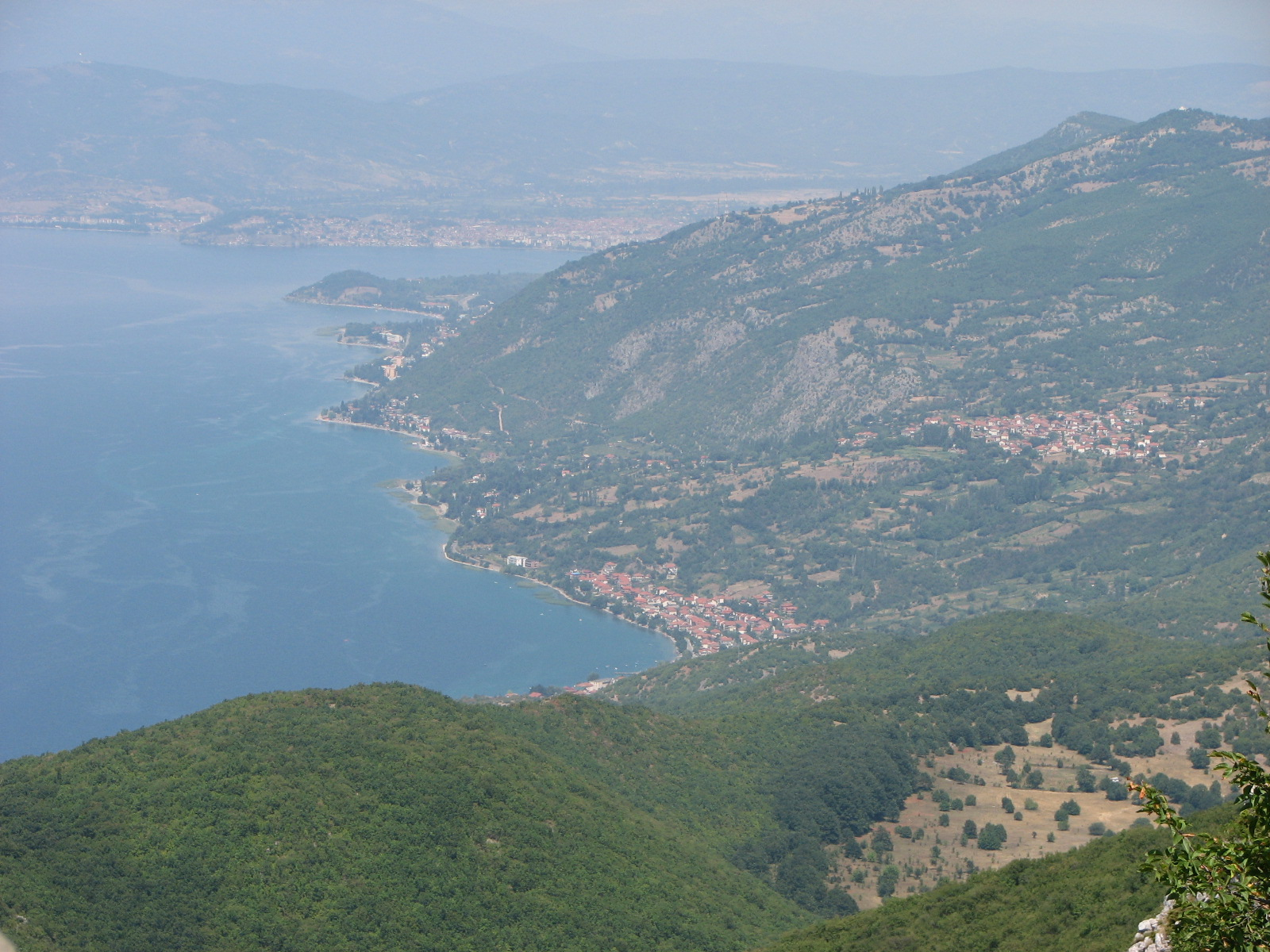
Az Ohridi-tó keleti partjai
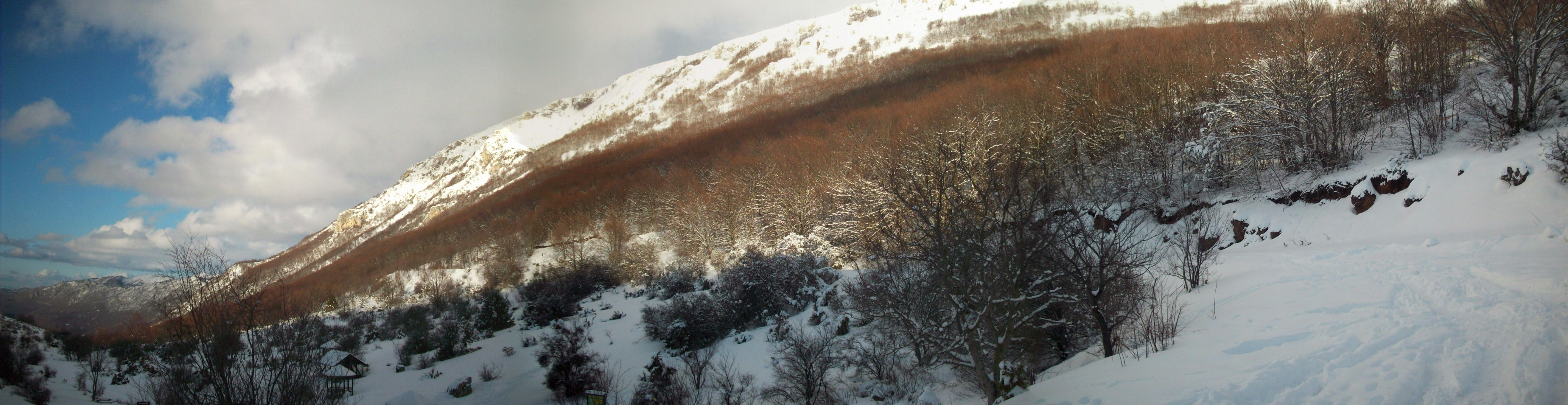
Kilátás Koritából

## Fordítás
Ez a szócikk részben vagy egészben  a   Galičica című angol Wikipédia-szócikk ezen változatának fordításán alapul.  Az eredeti cikk szerkesztőit annak laptörténete sorolja fel. Ez a jelzés csupán a megfogalmazás eredetét és a szerzői jogokat jelzi, nem szolgál a cikkben szereplő információk forrásmegjelöléseként.